# Luch Moscou (volley-ball masculin)
Pour les articles homonymes, voir Luch Moscou.
Le SK Luch Moscou est un club russe de volley-ball basé à Moscou, et qui évolue au plus haut niveau national (Superliga).

## Palmarès
Néant.

## Effectif de la saison en cours
Entraîneur : M. V. Avertchenkov  Russie ; entraîneur-adjoint : A. B. Kukuchkin  Russie
| Numéro | Nom                 | Taille | Nationalité          |
| ?      | Dmitriy LEKOMTSEV   | 2,00   | Russie               |
| ?      | Denis KALININ       | 2,00   | Russie               |
| ?      | Pavel KRUGLOV       | 2,06   | Russie               |
| ?      | Aleksandr BUTKO     | 1,98   | Biélorussie          |
| ?      | Igor VUSUROVIC      | 2,00   | Serbie-et-Monténégro |
| ?      | Serguei GRANKIN     | 1,93   | Russie               |
| ?      | Alexei OSTAPENKO    | 2,07   | Russie               |
| ?      | Vadim PUTINTSEV     | 1,77   | Russie               |
| ?      | Vladimir SUKHAREV   | 1,96   | Russie               |
| ?      | Aleksandr KOULECHOV | 2,00   | Russie               |
| ?      | Dmitriy KRASIKOV    | 2,02   | Russie               |
| ?      | Dmitriy MAKARENKO   | 1,93   | Russie               |
| ?      | Roman BRAGIN        | 1,87   | Russie               |
| ?      | Mikola PAVLOV       | 1,96   | Ukraine              |
| ?      | Maksim BOTIN        | 1,97   | Russie               |